# Kościół ewangelicki w Bardejowie

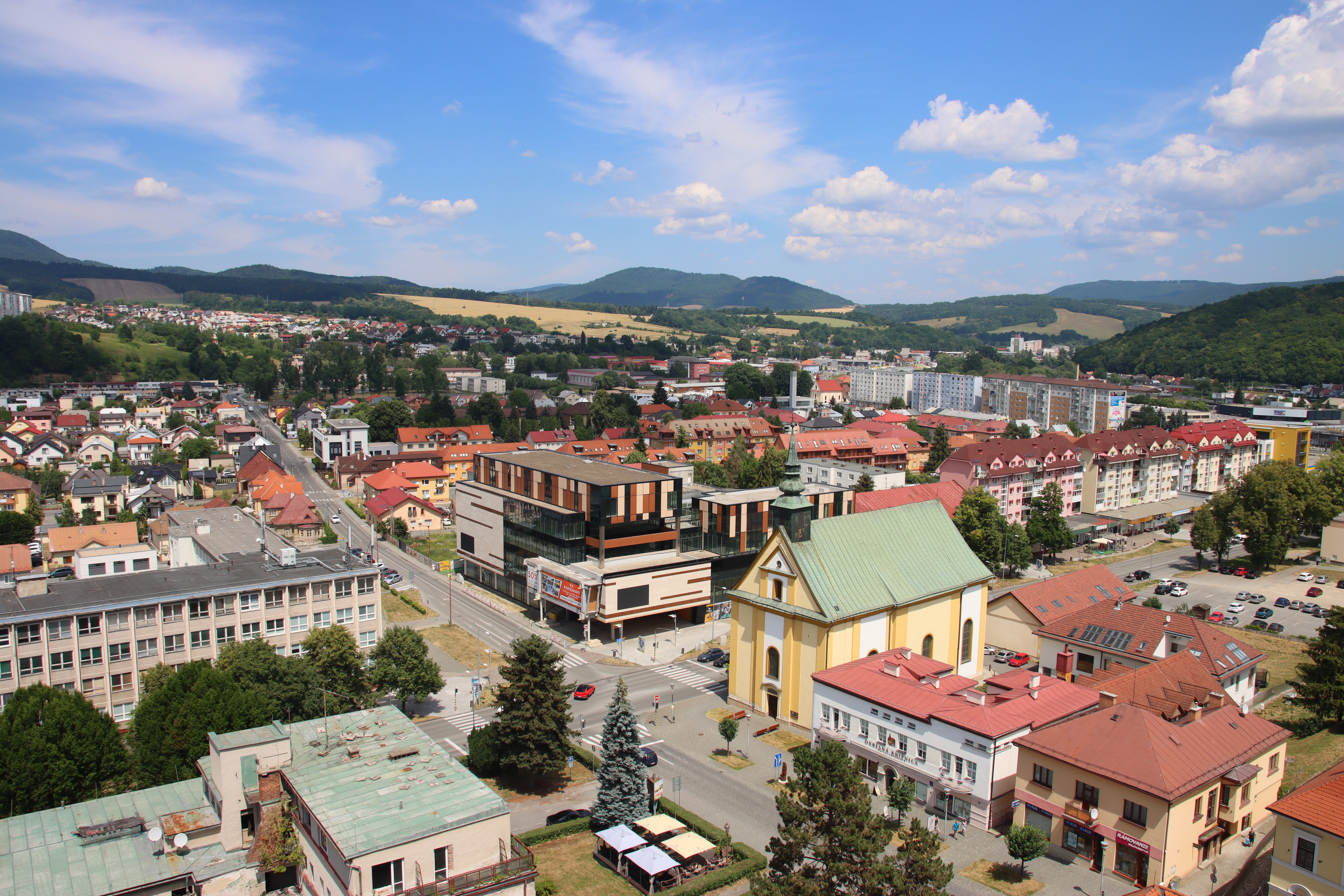
Kościół w widoku z wieży bazyliki św. Idziego

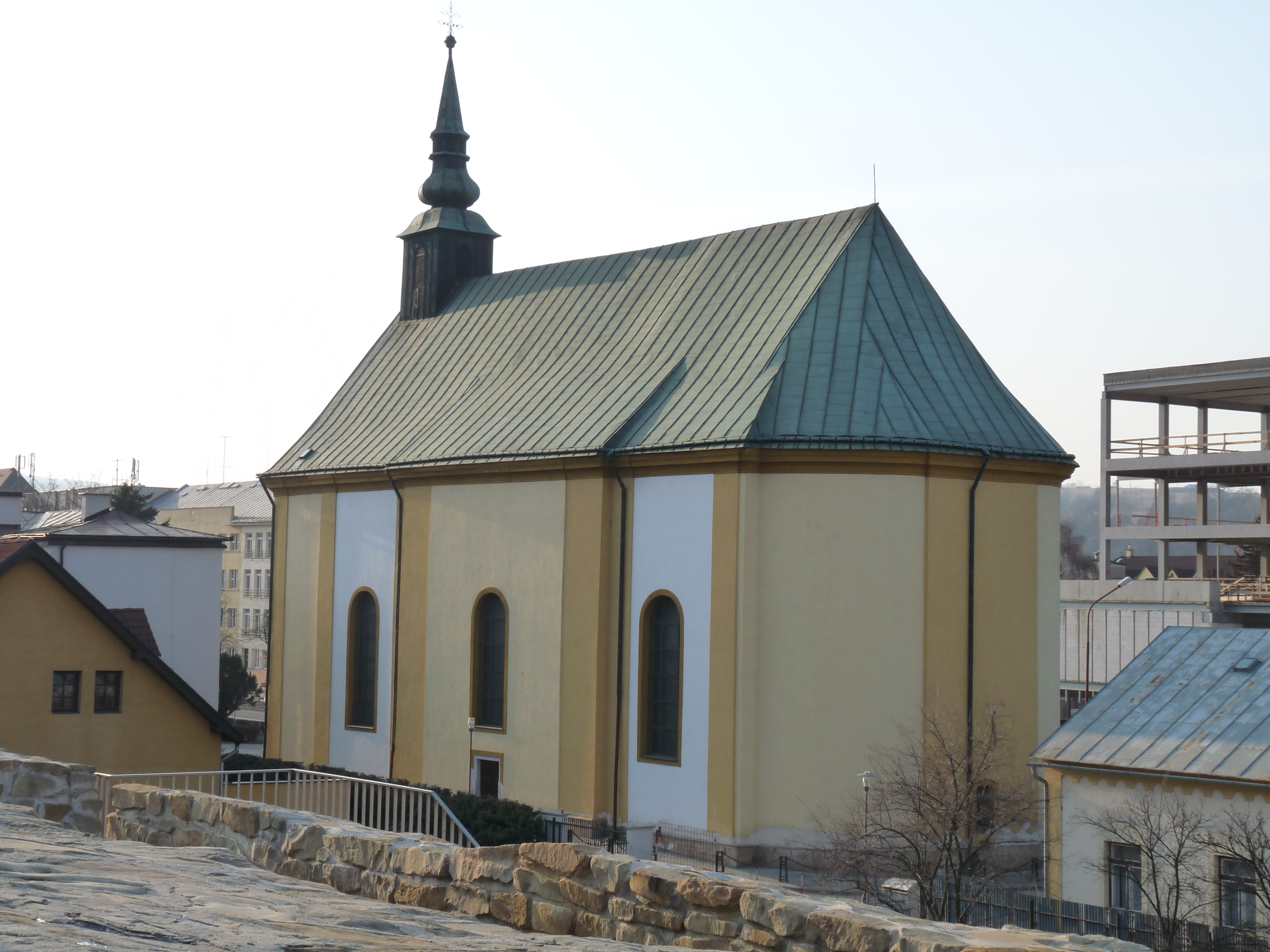
Kościół w widoku z murów miejskich

Kościół ewangelicki św. Cyryla i Metodego – kościół wyznania ewangelicko-augsburgskiego w mieście Bardejów w północnej Słowacji. Znajduje się przy ulicy Dlhý rad, w północnej części historycznego miasta, już poza linią średniowiecznych murów miejskich.

## Historia
Kościół wzniesiono po wydaniu przez cesarza Józefa II Habsburga w 1781 r. (w ramach tzw. reform józefińskich) edyktu tolerancyjnego dla protestantów. Wybudowano go w latach 1798-1808 tuż za linią murów obronnych, na terenie zasypanej fosy.

## Architektura
Kościół jest klasycystyczną budowlą murowaną na rzucie prostokąta, jednonawową, z minimalnie węższym, półkoliście zamkniętym prezbiterium. Nakryta dachem dwuspadowym o wspólnej kalenicy nad nawą i prezbiterium. Bezwieżowa, z dużą wieżyczką sygnaturki na kalenicy nad wejściem. Korpus prawie bez dekoracji, opięty jedynie od zewnątrz mało wydatnymi pilastrami. Ściana frontowa zaznaczona skromnym, trójkątnym szczytem z okrągłym oknem.
Wewnątrz chór muzyczny usytuowany we wnęce prezbiterium za ołtarzem. Wyposażenie wnętrza neogotyckie, z drugiej połowy XIX w.